# The Last Guy
『The Last Guy』（ザ・ラストガイ）は、PlayStation 3用のゲームソフト。ジャンルは大行列アクション。

## 概要
2008年7月31日に『The Last Guy Japan Premium』というタイトルで500円で配信された。全4ステージ構成、キャッチコピーは｢ハイビジョン1000人鬼ごっこ｣。
2ヵ月後にはステージ数を増やし、難易度を若干上げた正規版が2000円で配信された。また、The Last Guyのパッケージ版が2009年5月28日に発売、DL正式版の全19ステージに加えパッケージ版専用ステージが3つ追加されている（DL版で専用ステージをプレーするには別途500円必要）。
ゲームディレクションは電気グルーヴのピエール瀧が行っている。

## ストーリー
突如発せられた紫色の光により、光を浴びた人間たちはゾンビになってしまった。偶然にも建物内にいたため光を浴びなかった人もゾンビが外を徘徊する状況では脱出することはできなかった…
プレイヤーはU.R.F.（United Rescure Force ＝ 世界レスキュー連合）に任命された救助請負人ラストガイとして世界各地に残っている生存者を助け出す。

## ルール
- プレイヤーはラストガイとしてまだ残っている生存者を助け出す。生存者は外に文字を作って助けを求めているか建物内に避難している。ラストガイが建物に近づくと中から生存者が飛び出してくる。ラストガイが生存者に触れると救助した扱いとなり、以降生存者はラストガイの後ろに行列をなしてついてくる。
- ラストガイがエスケープゾーンに入るとその時点連れていた生存者が全員一気にエスケープゾーンに入り、これによりスコアにカウントされる。また、生存者に危害が及ぶことが無くなる。時間ギリギリでもラストガイさえエスケープゾーンに飛び込んでしまえば生存者の列は全員エスケープ扱いになる（全員がエスケープゾーンに入り切るまでにはタイムラグがあるが、この間にまだ外にいる生存者がゾンビに襲われることはなく、また全員が入り切ってから救出が行われるムービーが挿入される）列は一度エスケープ扱いになれば自動で一気にエスケープゾーンに入るため、まだ列が入っている途中でもラストガイは列を離れて自由に行動できる。
- 街中にはゾンビが徘徊しており、ゾンビがフリーの生存者に近づくと近くの建物に避難してしまう。また、連れている生存者に当たるとそこから列が分断され、分断箇所より後ろが同様に避難してしまう。ラストガイがゾンビに当たってしまうと即ゲームオーバーとなる。
- 生存者がどこにいるかは×ボタンを押してサーモグラフィーにより確認できる。ただし、サーモ使用中はゾンビの姿が見えないため気がつかないうちに列の分断やゾンビの接触が起こる可能性がある。
- ラストガイにはダッシュと集合が出来る。ダッシュすると高速で移動でき、集合すると高速で列をまとめることが出来る。ただし、どちらもスタミナを消費し、スタミナがない状態では使用することが出来ない。スタミナは一定時間で回復するほかアイテムで回復することが出来る。また、スタミナの最大値は一度に100人以上列を作ると上がる。（100人ごとに増加し2000人まで上がる。）
- 人が隠れている建物を救助した人たちで囲むと花火が上がり、一気に建物内から生存者が出てくる。
- ステージにはアイテムが設置されており、取得するとラストガイに有利な状況が起きる。アイテムは種類が固定されている場合とプレーごとにランダムの時がある。（設置されているアイテムは開始前に位置とともに教えられるため、欲しいアイテムのためにロードしなおすことも可能。）
  - エナジー:現在のスタミナの最大値の半分が回復する。
  - ハイエナジー:現在のスタミナが最大まで回復する。
  - インビジブル:一定時間ゾンビから列が見えなくなる。
  - ストップ:一定時間ゾンビの活動が停止する。
  - リターン:エスケープゾーンの近くにワープする(ワープゾーンから出てくるのは先頭のラストガイから順番だがとった時点で列全員がワープした扱いになるため、ワープ中にゾンビに接触して後部が分断されるようなことはない。）

もちろんアイテム使用中にゾンビと接触すればゲームオーバー・列分断となる。
- 各ステージにはVIPが4人おり、救出すると高得点となる。VIPは救出に手間がかかる場所やなかなか行かない場所にいることが多い。また、救出後分断してしまうと再び救出してもVIP扱いにならないので注意が必要である。救出したVIPは緑色の矢印と人型で表示される。
- タイムアップになると救助船が到着し、それまでにエスケープゾーンに入った人々（先頭のラストガイが入った時点でその時の列は全員救助完了扱いになる）を救助する。事前に提示されたノルマ人数を超えていればクリアとなる。ラストガイ自身はエスケープゾーンにいなくてもいい。

## 登場ステージ
各ステージのマップデータはGoogle Earthで公開されている本物の都市の衛星写真を基に、ゲームには不要な人物の除去などの加工をし、その地域の一部を(ステージ外はラストガイが進めないよう見えない壁で囲んで)利用している。
アメリカ
- サンフランシスコ

フィッシャーマンズワーフ一帯の海沿い、ヨットハーバーもエリアに入る。エスケープゾーンはサンフランシスコ海事国立史跡公園。
ステージ1-1、今作最初のステージ。
- サンタフェ

サンタフェ中心部、サンタフェ・プラザやニューメキシコ州会議事堂などが含まれる。エスケープゾーンはニューメキシコ州庁前広場。
ステージ1-2、ゾンビ走り虫(走)が初登場したステージ。
また、ステージB-1で走り回ったステージ。
- ワシントンD.C.・ナショナルモール

ナショナルモール内リフレクティング・プール周辺、リンカーン記念館周辺から第二次世界大戦記念碑まで東西に伸びたステージ。エスケープゾーンはリンカーン記念館前の広場。
ステージ1-3、ゾンビ走り虫(止)が初登場したステージ。
- ワシントンD.C.・デュポンサークル

デュポンサークルを中心とするエリア、各国の大使館も点在している。エスケープゾーンはステッドプレイグラウンド。
ステージ3-4、ムカデゾンビ達が登場したステージ。
- ロサンゼルス

閑静な住宅街のパーク・ラ・ブレア周囲がエリア。エスケープゾーンは4棟のマンション中央にある広場。
ステージ3-2、カメレオンゾンビが初登場したステージ。
また、ステージ3-Xでゾンビ達がひしめき合っていたステージ。
ドイツ
- ベルリン（ポツダム広場周辺）

ポツダム広場やソニーセンターが含まれるステージ。エリアは広く、ドイツ国立図書館やベルリン州議会も入る。エスケープゾーンはソニーセンター近くの広場（付近のロータリー）。
ステージ1-4、ビックスクリーマーが登場したステージ。
また、ステージ1-Xで大量の偽ラストガイが走り回っていたステージ。
オーストラリア
- シドニー

シドニー博物館などがある市街地エリアとシドニー・オペラハウスなどがあるシドニー湾周辺に分かれる。エスケープゾーンは王立植物園内熱帯植物センター前広場。
ステージ2-2、バッファローゾンビ(メス)が初登場したステージ。
日本
- 浅草

隅田川を境に墨田区役所、アサヒビール本社がある東エリアと浅草寺、浅草花やしきがある西エリアに分かれる（それぞれの移動は言問橋と吾妻橋を使用。）。エスケープゾーンは東エリアは隅田公園、西エリアは伝法院。
ステージ2-3、触手ゾンビが初登場したステージ。
また、ステージ2-Xで長蛇の列を作ったステージ。
- 横浜中華街

中華街を含む山下町周辺エリア、横浜地方裁判所も含まれる。エスケープゾーンは横浜スタジアム。
ステージ2-1、ストーカーゾンビが初登場したステージ。
- みなとみらい21

横浜赤レンガ倉庫、よこはまコスモワールド、横浜ワールドポーターズがある北東エリア、神奈川県庁、横浜税関など官公庁街がある南東エリア、パシフィコ横浜、横浜ランドマークタワー、日本丸メモリアルパークなどがある西エリアに分かれる広大なステージ。エスケープゾーンは赤レンガ倉庫前広場。
ステージ4-1、凡ゾンビが群れをなしていたステージ。
また、ステージ4-Xで巨大ゾンビが出没したステージ。
- 名古屋

名古屋城を中心とし名古屋市役所や愛知県警察がある東エリアと名城公園と数寄屋町がある西エリアの構成。エスケープゾーンは名古屋城本丸。
ステージ4-3、ストーリー上最後のステージ。
また、ステージB-3とボーナスステージでも最後のステージ。
イギリス
- ロンドン・トラファルガー広場

トラファルガー広場を中心とする一帯。チャイナタウンやナショナル・ギャラリーが含まれる。エスケープゾーンはホース・ガーズ敷地内。
ステージ2-4、胞子ゾンビが発生したステージ。
- ロンドン・テムズ川

ロンドン塔近くのテムズ川周辺。エスケープゾーンはロンドン塔敷地の一部。
ステージ4-3、サソリゾンビが初登場したステージ。
- ニューキャッスル

セント・ジェームズ・パークを含むニューキャッスル一帯。エスケープゾーンはセント・ジェームズ・パーク付近の広場、南東の駐車場近く、ムーアサイド図書館近くの広場、ウエストゲイトヒル小学校の校庭の4ヶ所。
ステージ3-3、バッファローゾンビ(オス)が初登場したステージ。
スウェーデン
- ストックホルム

スウェーデン国立歴史博物館を含む北西から南東までななめに伸びたエリア。エスケープゾーンはフムレ公園。
ステージ3-1、カビゾンビが初登場したステージ。
また、ステージB-2で大量の謎の障害物を破壊したステージ。

## 登場ゾンビ
凡ゾンビ
ゲーム内で一番多く登場するゾンビ。通常時は一定のルートを巡回しているが、視界内にラストガイが入ると追いかけてくる。小さいため路地に入ることもあり、ダッシュが使えない状況では苦戦を強いられる。
ゾンビ走り虫（走）
道路を高速で走るゾンビ。外見は虫に似ている。ラストガイを見つけても追いかけてくることは無いがダッシュでも逃げ切れないほどの速さの上、3匹ほどまとまって来るためタイムロスになりやすい。大きさは道路1車線分のため、道路沿いの建物に密着して移動すれば避けることも可能。
ゾンビ走り虫（止）
上のゾンビ走り虫と姿形は同じだが、道路では無い場所にもいる。普段は止まっているがラストガイが視界に入ると一定時間後猛スピードで追いかけてくる。視界から外れれば止まるためいかにかわすかが重要。
ビッグスクリーマ
大きすぎるため口と2つの目の3体で構成されるゾンビ。動くことは無くこちらからぶつからない限り危害は与えないが、一定時間ごとに大声を発する。すると大声の恐怖のため連れている救助者含め外に出ている人全員が建物内に避難してしまう。防ぎようがないためこまめにエスケープゾーンに運ぶか、安全な建物の近くで大声を聞き、すぐに救助できるようにしなければならない。
偽ラストガイ
ラストガイとほぼ同じ服を着ているが正体はゾンビ（もちろん触れたらアウト）。道路を移動するがプレイヤーを見つけても追いかけてはこない。しかし、歩行速度はラストガイと同じため通常ゾンビよりは速い。時間がたつとラストガイ同様後ろにゾンビの列ができ、道路を大幅にふさぐため厄介になる。また、いきなり巡回ルートが変わったり、道路をはみ出して移動したりなどトリッキーな敵。
ストーカーゾンビ
見た目は水木しげる作の妖怪「バックベアード」。プレイヤーを見つけるとその後を追うように進んでいく。動きは遅く、大きいため路地には入らないがその巨体故かわすのが難しい。特にストップ使用時では黒色が保護色になり気が付いたら接触していたということもある。
バッファローゾンビ（メス）
バッファローがゾンビになったもの。巨体で動きは遅いが動きが読みにくい。
触手ゾンビ
通常時は緑色だがラストガイを発見すると赤色になる。大きく重要な場所にいることが多く、ラストガイを待ち伏せしていることもある。ラストガイを見つけると追いかけてくるが、ラストガイが路地に入ってもしばらくそこに待機している。これを利用した陽動作戦を使ってどかすことが重要になる。
胞子ゾンビ
黒い点のようなゾンビ。ビックスクリーマ同様動くことは無いが、近づくと視界を遮る霧を発する。発せられると通常画面での視認が一定時間の間ほぼ困難になるが、建物や人の位置はサーモで確認できる。ゾンビは進行方向ガイドで確認できるがそれでも見にくい。また、発せられている間はスタミナも回復しないのでスタミナが不足しているときは非常に厄介。
カビゾンビ
カビのような点々のゾンビ。一定ルートを往復しているが進行方向ガイドがないためカビの出現する方向を見て把握する必要がある。動きは遅く、追いかけることは無い。
カメレオンゾンビ
カメレオンのようなゾンビ。ラストガイの気配を察知すると姿を消して追いかけてくる。また、ラストガイを見つけると突進してくる。このゾンビのみサーモでも姿を確認することが出来る。かなり遠いところからも察知する上、ほうっておくとどんどん来てしまう。
バッファローゾンビ（オス）
見た目はメスと同じ。一定ルートを巡回している（時折ちょっと違ったルートを歩くことも）がラストガイを見つけると猛スピードで追ってくる。巨体のためそれほど狭くない路地でも逃げ切ることが出来る。
ムカデゾンビ
ムカデのような姿をしたゾンビ。やはり一定ルートを巡回している。プレイヤーの気配を察知すると目が光り、一定時間後に襲いかかってくる。長いため出口がふさがれ出られないことも。
小ゾンビ
ムカデゾンビの小さい版。小さく、動きもゆっくりだが、それがかえって見づらいため「接触事故」や出口前に陣取られ出られないという事態を引き起こすこともある。
行列ゾンビ
凡ゾンビが偽ラストガイのように列をなしたもの。ゆっくりと歩くため出口を封鎖されることもあるが、襲いかかってこない分ある程度良心的。
サソリゾンビ
サソリのような形をしたゾンビ。はねて移動する特殊な移動方法を使う。一応進行方向ガイドはついてはいるものの頭としっぽが似ているためどちらが頭かわかりづらい。ラストガイを見つけると瞬時に襲いかかるため見つかったら最後。かろうじて避けきっても列の大分断は覚悟しなければならない。
マウンテンゾンビ
今回の事件の元凶。本体自体は動かず危害を与えないが、口から火山弾を噴出し路上に落とす攻撃をしてくる。火山弾は行列ゾンビと同様に列をなして転がるが、行列ゾンビより速い上に方向が読みにくいため難敵、さらに、紫色の光を発し行列ゾンビを大量に召喚することもある。マウンテンゾンビの中には入れるらしく、3000人程度の一般人の攻撃で消滅できる。本体は接触してもゲームオーバーにならない。
巨大ゾンビ
通常の数倍もの大きさのゾンビ。大きさは道路2車線分以上にも及ぶ。追いかけ方などは通常サイズと同じ。大きい分追いかけられると脅威に感じるが、その大きさのせいであまり狭くない路地でも入れない。
巨大凡ゾンビ
凡ゾンビが巨大化したもの。ボーダーのシャツを着ている。
巨大ストーカーゾンビ
ストーカーゾンビが巨大化したもの。迫力も上がっている。
巨大ムカデゾンビ
ムカデゾンビが巨大化したもの。大きさによって2種類いる。ゾンビの中で唯一破壊不能な障害物を壊すことが出来る。

## 余談
ゲーム内容が同じくピエール瀧がディレクションしているバイトヘル2000に収録されているミニゲーム「デモ行進」と似ていることから、このゲームは「デモ行進」を元に作られたゲームであると推測される。実際にトロフィーのタイトルに「デモ行進」（3000人以上を一気に救出）がある。